# 卡捷里尼夫卡 (薩赫諾夫希納區)
49°1′3″N 35°52′43″E / 49.01750°N 35.87861°E
卡捷里尼夫卡（烏克蘭語：Катеринівка），是烏克蘭東部的村莊，隸屬哈爾科夫州的別列斯京區。該村始建於1845年，面積2.27平方公里，海拔高度149米，2001年人口1,108，人口密度每平方公里488.1人。